# Compsobuthus ullrichi
Espèce
Compsobuthus ullrichi est une espèce de scorpions de la famille des Buthidae.

## Distribution
Cette espèce est endémique d'Égypte. Elle se rencontre vers Dahab.

## Description
Le mâle holotype mesure 28,13 mm.

## Étymologie
Cette espèce est nommée en l'honneur d'Alex Ullrich.

## Publication originale
- Kovařík, Lowe, Stockmann & Šťáhlavský, 2020 : « Notes on Compsobuthus: redescription of C. arabicus Levy et al., 1973 from Arabia, and description of two new species from North Africa (Scorpiones: Buthidae). » Euscorpius, vol. , no 298, p. 1-40 (texte intégral).